# Elezioni europee del 2009 in Italia
Le elezioni europee del 2009 in Italia si sono tenute sabato 6 e domenica 7 giugno 2009 per eleggere i 72 membri italiani della VII legislatura del Parlamento europeo.
Le elezioni si sono tenute un sabato e una domenica, come già avvenne nel giugno 2004. Nei consolati italiani dell'Unione europea, le elezioni si sono tenute, invece, il 5 e il 6 giugno. In contemporanea ad esse si è svolta anche la tornata ordinaria delle elezioni amministrative provinciali e comunali.
In base al dettame del trattato di Nizza, la delegazione italiana al Parlamento europeo è diminuita da 78 a 72 deputati, onde far spazio ai rappresentanti dei nuovi membri e non superare il tetto di 736 deputati complessivi. Il numero dei deputati spettanti all'Italia secondo il trattato di Lisbona avrebbe dovuto invece essere di 73 ed è entrato in vigore su questo punto dal 1º dicembre 2011.

## Sistema elettorale

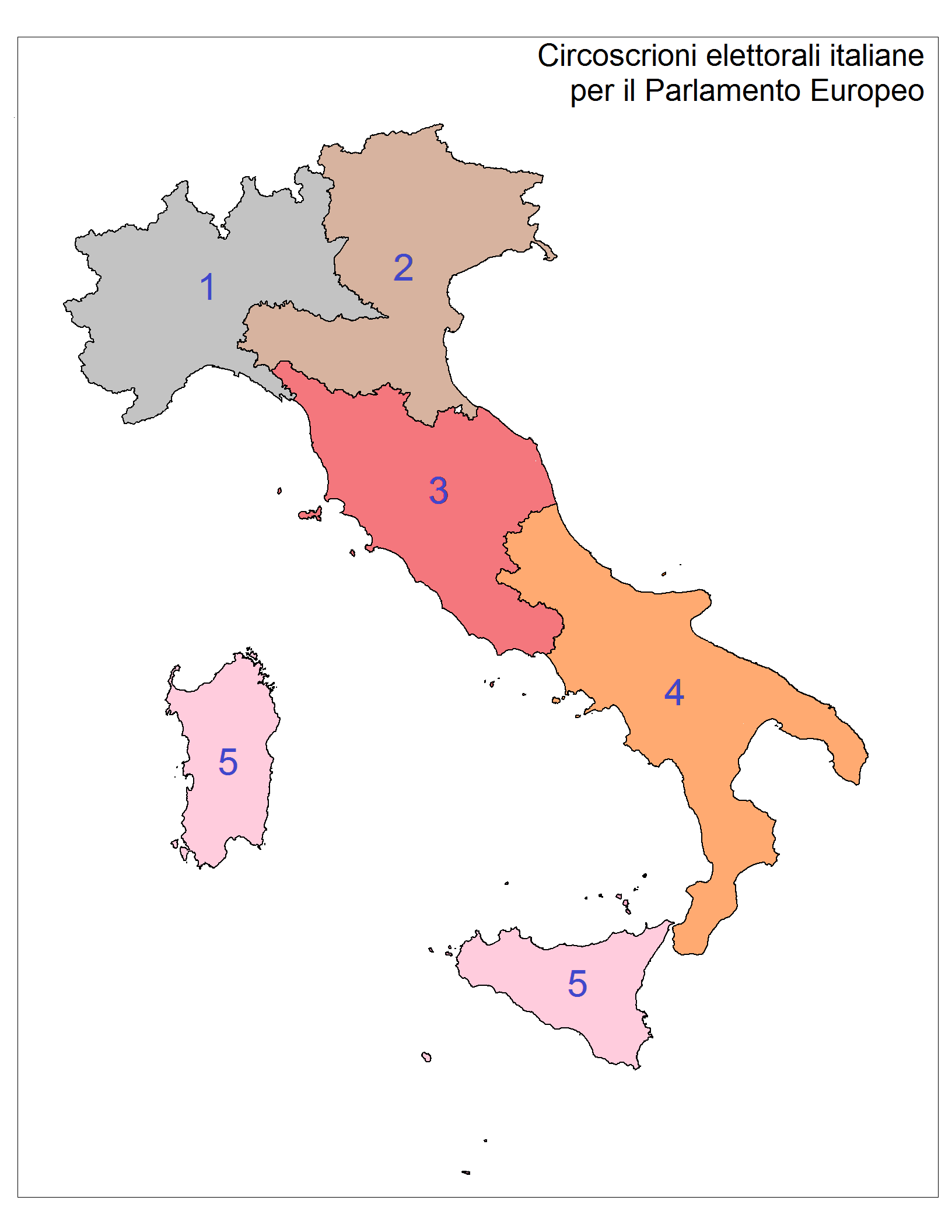
Le circoscrizioni italiane per le elezioni europee del 2009

Le elezioni europee in Italia del 2009 si tennero con il sistema di voto introdotto con la legge elettorale per l'elezione dei rappresentanti italiani presso il Parlamento europeo deliberata con provvedimento numero 18 del 24 gennaio 1979. Il 20 febbraio 2009 però il Parlamento italiano introdusse una soglia di sbarramento del 4%.
Il territorio nazionale italiano era suddiviso in 5 circoscrizioni plurinominali assegnatarie di un numero di seggi variabili a seconda della popolazione ed il complesso delle circoscrizioni elettorali formava il collegio unico nazionale. La ripartizione dei seggi si effettuava dividendo il numero degli abitanti della Repubblica per il numero dei rappresentanti spettante all'Italia nel Parlamento europeo, e distribuendo i seggi in proporzione alla popolazione di ogni circoscrizione, risultante dell'ultimo censimento generale, sulla base dei quozienti interi e dei più alti resti.
La legge in oggetto era improntata ad un principio di proporzionalismo. Il calcolo dei seggi attribuiti ad ogni lista avveniva semplicemente a livello centrale nel collegio unico nazionale, per tramite del metodo Hare-Niemeyer dei quozienti naturali e dei più alti resti. Determinato il numero di seggi spettanti ad ogni partito, gli stessi venivano suddivisi fra le singole liste circoscrizionali con lo stesso principio proporzionale puro: ne consegue il ruolo meramente procedurale delle circoscrizioni, e la possibilità della variazione del numero complessivo dei rappresentanti delle singole ripartizioni.
Per le liste delle minoranze linguistiche era prevista la possibilità di collegamento con una lista di orizzonte nazionale: in tal caso i voti della lista linguistica andavano ad incrementare quelli della lista nazionale, ottenendo uno dei suoi seggi qualora un candidato linguistico ottenesse almeno 50 000 suffragi. Inoltre la legge prevedeva il voto di preferenza plurimo per i candidati della lista: ogni elettore poteva esprimere il proprio gradimento fino a tre candidati, e gli stessi vengono proclamati eletti, nel limite degli scranni ottenuti da ogni lista circoscrizionale, secondo la graduatoria di consensi ottenuta. Si segnala infine che il diritto di voto era consentito anche ai cittadini italiani residenti nelle altre nazioni che partecipavano all'elezione del Parlamento europeo.

### Circoscrizioni
Il territorio nazionale italiano, che assegnava 72 seggi, venne suddiviso in 5 circoscrizioni plurinominali così ripartite:
1. I Circoscrizione Italia nord-occidentale (Valle d'Aosta, Piemonte, Liguria, Lombardia) - 21 seggi e scheda grigia;
2. II Circoscrizione Italia nord-orientale (Trentino-Alto Adige, Veneto, Friuli-Venezia Giulia, Emilia-Romagna) - 15 seggi e scheda marrone;
3. III Circoscrizione Italia centrale (Toscana, Umbria, Marche, Lazio) - 15 seggi e scheda rossa;
4. IV Circoscrizione Italia meridionale (Abruzzo, Molise, Campania, Puglia, Basilicata, Calabria) - 15 seggi e scheda arancione;
5. V Circoscrizione Italia insulare (Sicilia, Sardegna) - 6 seggi e scheda rosa.

## Delegazioni presenti al Parlamento Europeo al momento del voto
Fino al voto di giugno erano presenti al Parlamento Europeo le seguenti delegazioni italiane:
|                                              | Gruppo del Partito Popolare Europeo - Democratici Europei        |
| Forza Italia                                 | 20                                                               |
| Unione dei Democratici Cristiani e di Centro | 2                                                                |
| Partito Pensionati                           | 1                                                                |
| Südtiroler Volkspartei                       | 1                                                                |
|                                              | Gruppo del Partito del Socialismo Europeo                        |
| Partito Democratico (ex DS)                  | 12                                                               |
| Partito Socialista                           | 4                                                                |
| Sinistra Democratica                         | 3                                                                |
| Indipendenti                                 | 2                                                                |
|                                              | Unione per l'Europa delle Nazioni                                |
| Alleanza Nazionale                           | 8                                                                |
| Lega Nord                                    | 3                                                                |
| La Destra                                    | 1                                                                |
| Indipendenti                                 | 1                                                                |
|                                              | Gruppo dell'Alleanza dei Democratici e dei Liberali per l'Europa |
| Partito Democratico (ex DL)                  | 4                                                                |
| Lista Emma Bonino                            | 2                                                                |
| Partito del Sud                              | 1                                                                |
|                                              | Sinistra Unitaria Europea/Sinistra Verde Nordica                 |
| Partito della Rifondazione Comunista         | 5                                                                |
| Partito dei Comunisti Italiani               | 2                                                                |
|                                              | Non iscritti                                                     |
| Movimento Sociale Fiamma Tricolore           | 1                                                                |
| Forza Nuova                                  | 1                                                                |
| Indipendenti                                 | 1                                                                |
|                                              | I Verdi/Alleanza Libera Europea                                  |
| Federazione dei Verdi                        | 2                                                                |

## Risultati
Sono 16 i partiti e movimenti che hanno presentato le proprie liste in almeno una circoscrizione. Di queste 11 sono presenti in tutta Italia, due in buona parte del Paese e tre, quelle delle minoranze linguistiche, in una sola circoscrizione.
| Liste                  | Liste                                                | Partito europeo        | Gruppo                 | Voti       | %     | Seggi | Differenza | Differenza |
| Liste                  | Liste                                                | Partito europeo        | Gruppo                 | Voti       | %     | Seggi | %          | Seggi      |
| ---------------------- | ---------------------------------------------------- | ---------------------- | ---------------------- | ---------- | ----- | ----- | ---------- | ---------- |
|                        | Il Popolo della Libertà (PdL)                        | PPE                    | PPE                    | 10 797 296 | 35,26 | 29    | 1,35       | 3          |
|                        | Partito Democratico (PD)                             | –                      | S&D                    | 7 999 476  | 26,12 | 21    | 4,96       | 3          |
|                        | Lega Nord (LN)                                       | Nessuno                | EFD                    | 3 126 181  | 10,21 | 9     | 5,25       | 5          |
|                        | Italia dei Valori (IdV)                              | ELDR                   | ALDE                   | 2 450 643  | 8,00  | 7     | 5,86       | 5          |
|                        | Unione di Centro (UdC)                               | PPE                    | PPE                    | 1 995 021  | 6,51  | 5     | 0,62       | Stabile    |
|                        | Rifondazione Comunista-Comunisti Italiani (PRC-PdCI) | SE                     | –                      | 1 037 862  | 3,39  | -     | 5,09       | 7          |
|                        | Sinistra e Libertà (SeL) (MpS - SD - PS - Verdi)     | PSE PVE                | –                      | 957 822    | 3,13  | -     | nuovo      | 4          |
|                        | Lista Bonino-Pannella (LBP)                          | ELDR                   | –                      | 743 284    | 2,43  | -     | 0,18       | 2          |
|                        | L'Autonomia (MpA - Destra - Pensionati - AdC)        | Libertas               | –                      | 681 290    | 2,22  | -     | nuovo      | 1          |
|                        | Fiamma Tricolore - Destra Sociale (FT-DS)            | –                      | –                      | 246 403    | 0,80  | -     | 0,07       | 1          |
|                        | Partito Comunista dei Lavoratori (PCL)               | –                      | –                      | 166 531    | 0,54  | -     | nuovo      | nuovo      |
|                        | Forza Nuova (FN)                                     | FNE                    | –                      | 147 343    | 0,48  | -     | -          | Stabile    |
|                        | Südtiroler Volkspartei (SVP)                         | PPE                    | PPE                    | 143 509    | 0,47  | 1     | 0,02       | Stabile    |
|                        | Liberal Democratici - MAIE (LD-MAIE)                 | –                      | –                      | 71 067     | 0,23  | -     | nuovo      | nuovo      |
|                        | Vallée d'Aoste (VdA) (UV - FA - SA)                  | –                      | –                      | 32 913     | 0,11  | -     | -          | Stabile    |
|                        | Autonomie Liberté Démocratie (ALD)                   | –                      | –                      | 27 199     | 0,09  | -     | nuovo      | nuovo      |
| Totale                 | Totale                                               | Totale                 | Totale                 | 30 623 840 | 100   | 72    |            |            |
| Schede bianche e nulle | Schede bianche e nulle                               | Schede bianche e nulle | Schede bianche e nulle | 2 125 164  | 6,49  |       |            |            |
| Votanti                | Votanti                                              | Votanti                | Votanti                | 32 749 004 | 65,05 |       |            |            |
| Elettori               | Elettori                                             | Elettori               | Elettori               | 50 342 153 | 100   |       |            |            |

## Eletti
Di seguito viene proposta l'attribuzione finale dei seggi per gruppo di appartenenza al Parlamento europeo:
| Gruppo parlamentare | Gruppo parlamentare                                                     | Seggi | Note   |
| ------------------- | ----------------------------------------------------------------------- | ----- | ------ |
|                     | Gruppo del Partito Popolare Europeo (PPE)                               | 35    | [ 13 ] |
|                     | Alleanza Progressista dei Socialisti e dei Democratici (S&D)            | 21    | [ 14 ] |
|                     | Europa della Libertà e della Democrazia (EFD)                           | 9     | [ 15 ] |
|                     | Gruppo dell'Alleanza dei Democratici e dei Liberali per l'Europa (ALDE) | 7     | [ 16 ] |
| Totale              | Totale                                                                  | 72    |        |

Nel corso della legislatura, è entrato in vigore il Trattato di Lisbona, sulla base di disposizioni approvate dal Consiglio europeo, e l'Italia si è vista così assegnare un 73º seggio, andato a ricadere nelle liste dell'Unione di Centro: Gino Trematerra fa quindi parte del Parlamento europeo dal 1º dicembre 2011.

## Trasmissioni televisive e radiofoniche pubbliche

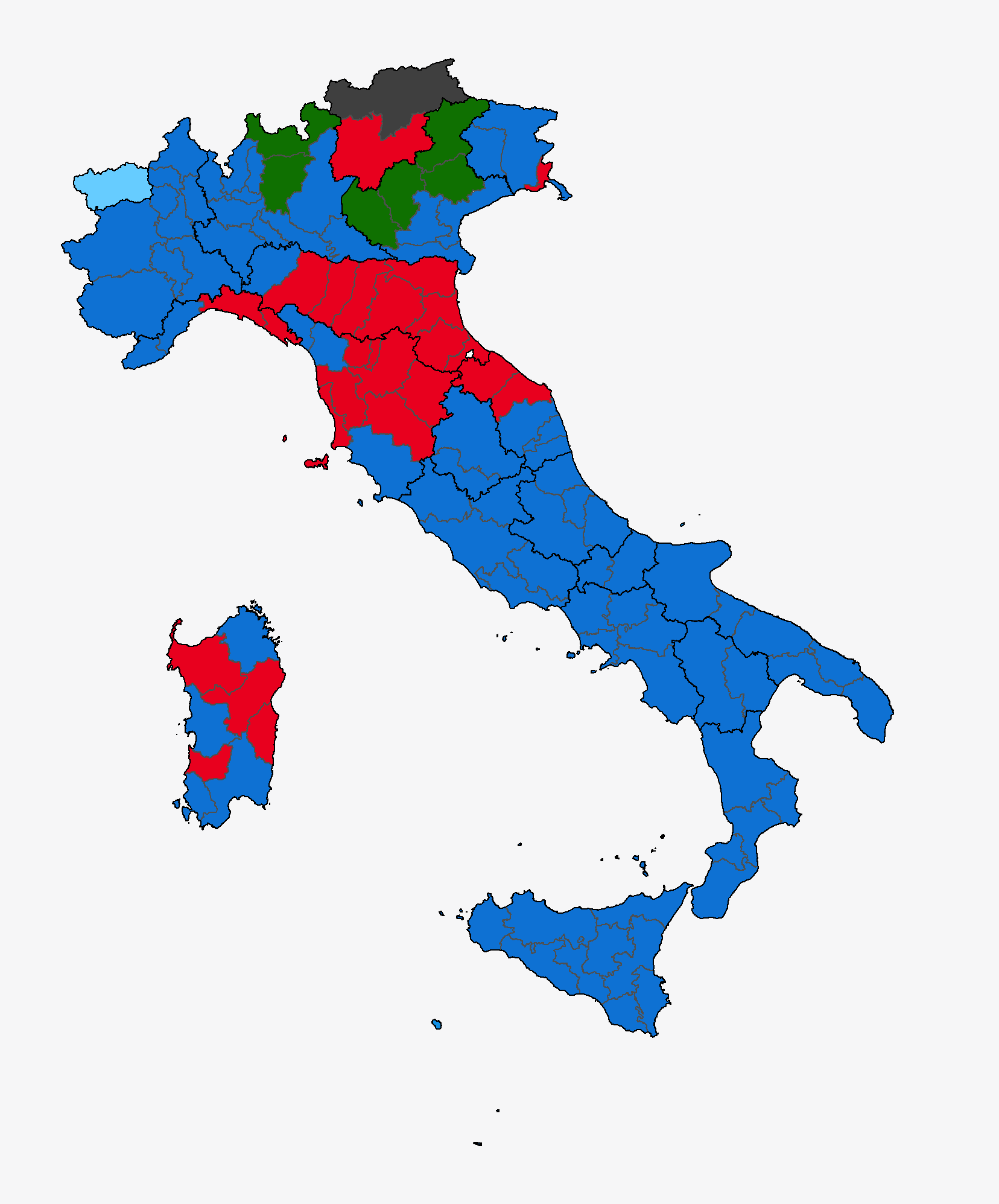
Distribuzione geografica, per provincia, del voto 2009 per il Parlamento Europeo.

In aprile 2009, la commissione di vigilanza Rai, presieduta da Sergio Zavoli, ha approvato il regolamento delle elezioni europee del 6 e 7 giugno. «Le trasmissioni garantiranno spazi alle forze politiche che hanno eletto con un proprio simbolo almeno due rappresentanti al Parlamento europeo; nonché alle forze politiche cui dichiari di appartenere almeno un rappresentante italiano al Parlamento europeo e che nell'ultimo quinquennio abbiano partecipato con proprio simbolo alle elezioni per il rinnovo del Parlamento nazionale»
«Spazi saranno garantiti, inoltre, alle altre forze politiche che costituiscono gruppo in almeno un ramo del Parlamento nazionale, ai partiti che hanno eletto, con un proprio simbolo, almeno un rappresentante nel Parlamento nazionale e che sono riferibili oggettivamente a una delle minoranze previste dalla legge; ai gruppi misti della Camera e del Senato». «Il tempo disponibile per le trasmissioni sarà ripartito per il 70% in misura paritaria, per il 30% in proporzione alla forza parlamentare nelle Assemblee nazionali. Alle conferenze stampa dei rappresentanti di lista prenderà parte un numero uguale di giornalisti, entro il massimo di cinque, indicati dalla Rai, anche tra quelli non dipendenti dalle sue testate».